# Sölvesborgs GIF
Sölvesborgs GIF, teilweise auch Sölvesborgs GoIF geschrieben, ist ein schwedischer Fußballverein aus Sölvesborg. Die Männermannschaft spielte drei Spielzeiten in der zweithöchsten Spielklasse Schwedens.

## Geschichte
Sölvesborgs GIF gründete sich im Oktober 1915. Lange Zeit spielte die Mannschaft im unterklassigen Ligabereich. Nach dem Aufstieg in die Drittklassigkeit 1965 gelang der Mannschaft als Neuling der Durchmarsch in die zweite Liga. Im zweiten Jahr der Ligazugehörigkeit erzielte sie als Tabellensechster ihrer Staffel 1968 das beste Ergebnis der Vereinsgeschichte. Der Trainer dieser Ära war der vormalige österreichische Wunderteam-Spieler Adolf Vogl. Bereits im folgenden Jahr belegte der Klub als Tabellenletzter hinter IK Atleten und Blomstermåla IK einen der drei Abstiegsplätze. In den folgenden Jahren etablierte sich der Verein in der dritten Spielklasse, wobei er zwischen Aufstiegsrennen und Abstiegskampf schwankte. 1984 verabschiedete sich der Klub vom höherklassigen Fußball und wurde zwei Jahre später im Rahmen einer Ligareform in die fünfte Spielklasse eingestuft.
In den 1990er Jahren für zwei Spielzeiten kurzzeitig wieder viertklassig, schwankte Sölvesborgs GIF nach dem erneuten Aufstieg in die vierte Liga 2001 in den folgenden Jahren zwischen viertem und fünftem Spielniveau.